# Patriarcat de les Índies Occidentals
El Patriarcat de les Índies Occidentals és un títol honorífic de l'Església Catòlica Romana creat el 1524 i utilitzat fins a 1963, en què queda la seu vacant. Durant els més dels seus 400 anys d'història ha estat ostentat per prelats espanyols, en especial aquells que tenien la jurisdicció del palaus i llocs reials com a procapellans, a la qual després se li va unir el càrrec de vicari castrense. Tanmateix, va ser tradicionalment l'Almoiner Major, així com membre de diverses juntes i, després, va passar a ser senador del regne.
Tradicionalment hi ha hagut confusió amb l'any de creació del títol i a qui s'atorgà en els primers anys. Autors com Gil González Dávila i Salazar de Mendoza, opinaven que el patriarcat va ser creat més tard, el 1524 per Climent VII, concedint la dignitat a Esteban Gabriel Merino, de fet, els primers nomenaments dels patriarques són confusos, tant és així, que alguns autors van arribar a considerar que la creació del títol datava del regnat de Felip III i que havia estat el primer Diego de Guzmán y Haro.
La idea de la seva creació neix a causa del descobriment d'Amèrica, un fet que obria a l'Església espanyola un vast territori que s'havia d'organitzar en matèria espiritual, a més de dur-hi a terme la tasca d'evangelització. Per a aquesta tasca, es va pensar en la creació d'un títol eclesiàstic de tipus patriarcal que servís de títol primat. El 26 de juliol de 1513, Ferran el Catòlic, demanava al recent escollit Lleó X, el nomenament del seu Capellà Major Juan Rodríguez de Fonseca com a Patriarca de les Índies, de fet, a més, estava demanant la creació d'aquest títol. El papa, però, era reticent a crear aquest títol pels exemples dels patriarques de les esglésies orientals. Així, quan Adrià VI finalment va crear el títol, a instàncies de Carles V, el pontífex va imposar la pena d'excomunió al patriarca que es traslladés a les Índies Occidentals, i el va privar de jurisdicció, súbdits i clergat, per tal d'evitar qualsevol mena de deriva d'ambició semblant al món oriental, per tant, des del seu naixement, el títol era de fet era honorífic i quedava buit de qualsevol mena de poder.
A petició de Felip II, el 1569 es publica una butlla que crea el càrrec de procapellà de la Capella Reial, càrrec que servia de substitut del Capella Major que era exercit tradicionalment per l'arquebisbe de Santiago de Compostel·la, i, a més, se li demanà també al papa l'atorgament del títol honorífic del patriarcat de les Índies Occidentals, quelcom que no seria verificat finalment fins a 1610, en què se li atribueix la jurisdicció de la família reial, els seus servidors, els membres de la Capella Reial, fos als palaus reials, als reials llocs o als patronats de la corona.
A partir de 1644, el patriarca també ostenta la jurisdicció castrense, que va quedar suspesa entre 1716 i 1736, de fet, Climent XII el 4 de febrer de 1736 va renovar el Vicariat Castrense per als temps de guerra i atorgà facultats en èpoques de pau sobre els militars i les seves famílies. No obstant això, aquest acord es va abolir dues vegades (1750-1762 i 1769-1772) fins a la seva abolició definitiva el 1933. Altres autors han confós el càrrec de Capellà Major dels reis d'Espanya, amb el mateix títol de l'Exèrcit, i han avançat en el temps la unió d'aquesta dignitat amb l'altra.
El darrer patriarca de les Índies Occidentals fou Leopoldo Eijo y Garay, bisbe de Madrid-Alcalà, entre 1946 i 1963. A la seva mort, el càrrec no va ser ocupat de nou i va quedar en seu vacant.

## Titulars
Els prelats que han ostentat el títol de patriarca han estat:
- Antonio de Rojas Manrique (1524-1525)
- Esteban Gabriel Merino (1530-1535)
- Fernando Niño (1546-1552)
- Antonio de Fonseca (1552-1557)
- Pedro de Moya y Contreras (1591)
- Juan de Guzmán (1602-1605)
- Juan Bautista de Acevedo (1606-1608)
- Pedro Manso de Zúñiga y Sola (1608-1610)
- Diego de Guzmán y Haro (1616-1621)
- Andrés Pacheco (1625-1626)
- Alfonso Pérez de Guzmán (1627-1670)
- Antonio Manrique de Guzmán (1670-1679)
- Antonio de Benavides y Bazán (1679-1690)
- Pedro Portocarrero y Guzmán (1691-1708)
- Carles de Borja-Centelles i Ponce de León (1708-1733)
- Álvaro Eugenio de Mendoza Caamaño y Sotomayor (1733)
- Buenaventura Fernández de Córdoba y Spínola (1734-1761)
- Francisco Javier Delgado Venegas (1778-1781)
- Cayetano de Adsor y Paredes (1782)
- Manuel Buenaventura Figueroa Barrero (1782-1783)
- Antoni de Sentmenat i de Cartellà (1784-1806)
- Ramón José de Arce (1806-1808)
- Francisco Antonio Cebrián y Valda (1815-1820)
- Antonio de Allué y Sessé (1820-1834)
- Antonio de Posada Rubín de Celis (1847-1851)
- Tomás Iglesias y Barcones (1852-1873)
- Francisco de Paula Benavides y Navarrete (1875-1881)
- José Moreno y Mazón (1881-1885)
- Miquel Payà i Rico (1886-1891)
- Antolín de Monescillo y Viso (1892-1897)
- Ciriaco Sancha y García (1898-1909)
- Gregorio Aguirre y García (1908-1913)
- Victoriano Guisasola y Méndez (1914-1920)
- Jaime Cardona y Tur (1920-1923)
- Julián de Diego y García-Alcolea (1923-1925)
- Francisco Muñoz Izquierdo (1925-1930)
- Ramón Pérez Rodríguez (1930-1937)
- Leopoldo Eijo y Garay (1946-1963)